# Stevans
Stevans – pop-rockowy zespół muzyczny założony w 2003 roku w Genewie, śpiewający głównie po angielsku. Zespół został założony przez Yvan Franel (gitara, wokal) oraz Bruno Tancredi (bas). W 2003 roku właśnie ta dwójka wydała pierwsze EP zespołu "The reversal EP". W 2004 roku dołączył John Chirico (perkusja). W 2006 roku wydali swój pierwszy album "Stevans", a premiera drugiego albumu "Fake" miała miejsce 22 stycznia 2010 roku.

## Członkowie
- Śpiew, gitara, klawisze: Yvan Franel
- Perkusja: John Chirico
- Gitara basowa: Bruno Tancredi